# 제이슨 본
제이슨 본(Jason Bourne)은 로버트 러들럼(Robert Ludlum)의 소설 속 등장인물이며, 영화화 된 4편의 본 시리즈(본 아이덴티티, 본 슈프리머시, 본 얼티메이텀, 제이슨 본)의 주인공이다.